# Wilbur Thompson
Wilbur Marvin Thompson (Frankfort, 6 de abril de 1921 – Long Beach, 25 de dezembro de 2013) foi um atleta e campeão olímpico norte-americano, especializado no arremesso de peso.
Estudante da Universidade do Sul da Califórnia, competiu nos Jogos de Londres 1948, conquistando a medalha de ouro com um arremesso de 17,12 m, um novo recorde olímpico para a prova.